# ブリトラ依存症
ブリトラ依存症（ブリトラいぞんしょう）は、ブリーフ&トランクス（以下ブリトラ）の8thアルバム。2016年3月2日、ポニーキャニオンより発売された。

## 概要
ブリトラの再メジャーデビューアルバム。再結成後３番目のアルバムであり、現在は廃盤となっている。
【通常盤】PCCA-04343とDVD同梱の【ブリトラショップ限定盤】SCCA-00038が同時発売された。

## 収録曲
1. さなだ虫～リターンズ～
  - 作詞・作曲：伊藤多賀之
  - ブリトラのデビュー曲「さなだ虫」のリターンズソング。「さなだ虫」とは歌詞・メロディー共に変わっている。
2. ケータイ依存症
  - 作詞・作曲：伊藤多賀之
  - 携帯電話依存症についての歌。
  - MVが作成されている。
  - LINE MUSICの「着うた月間ランキング」に2019年11月から翌年3月までの5ヶ月間連続でランクインしている。
3. 幻の宝
  - 作詞・作曲：伊藤多賀之
  - 祖父が天国に行った夜に、家族で祖父の生前の宝を探す歌。
4. パチンコ
  - 作詞・作曲：伊藤多賀之
  - パチンコ好きな女性の気持ちを描いた歌。
  - 「ケータイ依存症」と同じくMVが作成されている。
5. 良くなくない？
  - 作詞・作曲：伊藤多賀之
  - 「○○なくない？」といった若者の言葉づかいを批判する歌。
6. 雑草のうた
  - 作詞・作曲：伊藤多賀之
  - すぐに抜かれてしまい、誰にも愛されない雑草を愛する歌。
7. 独裁政権
  - 作詞・作曲：伊藤多賀之
  - 部活動で、先輩の独裁政権に逆らえない歌。
8. サラリーマン
  - 作詞・作曲：伊藤多賀之
  - サラリーマンの日常を描いた歌。
9. 剃毛
  - 作詞・作曲：伊藤多賀之
  - 剃毛を嫌がる歌。
10. 月とワンルーム
  - 作詞・作曲：細根誠
  - 彼女との曖昧な愛を描いた歌。
  - 本作では唯一、細根が作詞・作曲を手掛けた曲である。
11. タイムカプセル
  - 作詞・作曲：伊藤多賀之
  - 10年前に埋めたタイムカプセルを読んで、子供の頃の夢と今の人生に違いを感じる歌。
12. 悪魔の家
  - 作詞・作曲：伊藤多賀之
  - 彼女の家の環境について歌った歌。
13. ガーゼ
  - 作詞・作曲：伊藤多賀之
  - ガーゼになりたいという気持ちを歌う歌。
14. まんげつ～ブリトラバージョン～
  - 作詞・作曲：伊藤多賀之
  - 伊藤のソロ時代の曲「まんげつ」をブリトラバージョンとしてアレンジを加えたもの。

## 他の収録CD
ケータイ依存症
良くなくない？
ブリトラBESTバイブルⅠ～家族で聴いても恥ずかしくない曲集～ - オリジナルバージョン収録
パチンコ
まんげつ
ブリトラBESTバイブルⅡ～ひとりでこっそり聴いた方がいい曲集～ - オリジナルバージョン収録